# بلج (جيان)
بلدية بلج أو فيلتشيس (بالإسبانية: Vilches) هي بلدية تقع في مقاطعة جيان التابعة لمنطقة أندلسية جنوب إسبانيا.

## الديموغرافيا
بلغ عدد سكان بلدية بلج 4.867 نسمة عام 2011 (وفقاً للمعهد الوطني الإسباني للإحصاء).
| 5.162 | 5.089 | 4.960 | 4.940 | 5.005 | 4.938 | 4.867 |